# Numaligarh Refinery Township
Numaligarh Refinery Township è una suddivisione dell'India, classificata come census town, di 7.022 abitanti, situata nel distretto di Golaghat, nello stato federato dell'Assam. In base al numero di abitanti la città rientra nella classe V (da 5.000 a 9.999 persone).

## Società

### Evoluzione demografica
Al censimento del 2001 la popolazione di Numaligarh Refinery Township assommava a 7.022 persone, delle quali 3.684 maschi e 3.338 femmine. I bambini di età inferiore o uguale ai sei anni assommavano a 1.150, dei quali 570 maschi e 580 femmine. Infine, coloro che erano in grado di saper almeno leggere e scrivere erano 3.685, dei quali 2.168 maschi e 1.517 femmine.